# Oratorio de San Felipe Neri (Toledo)

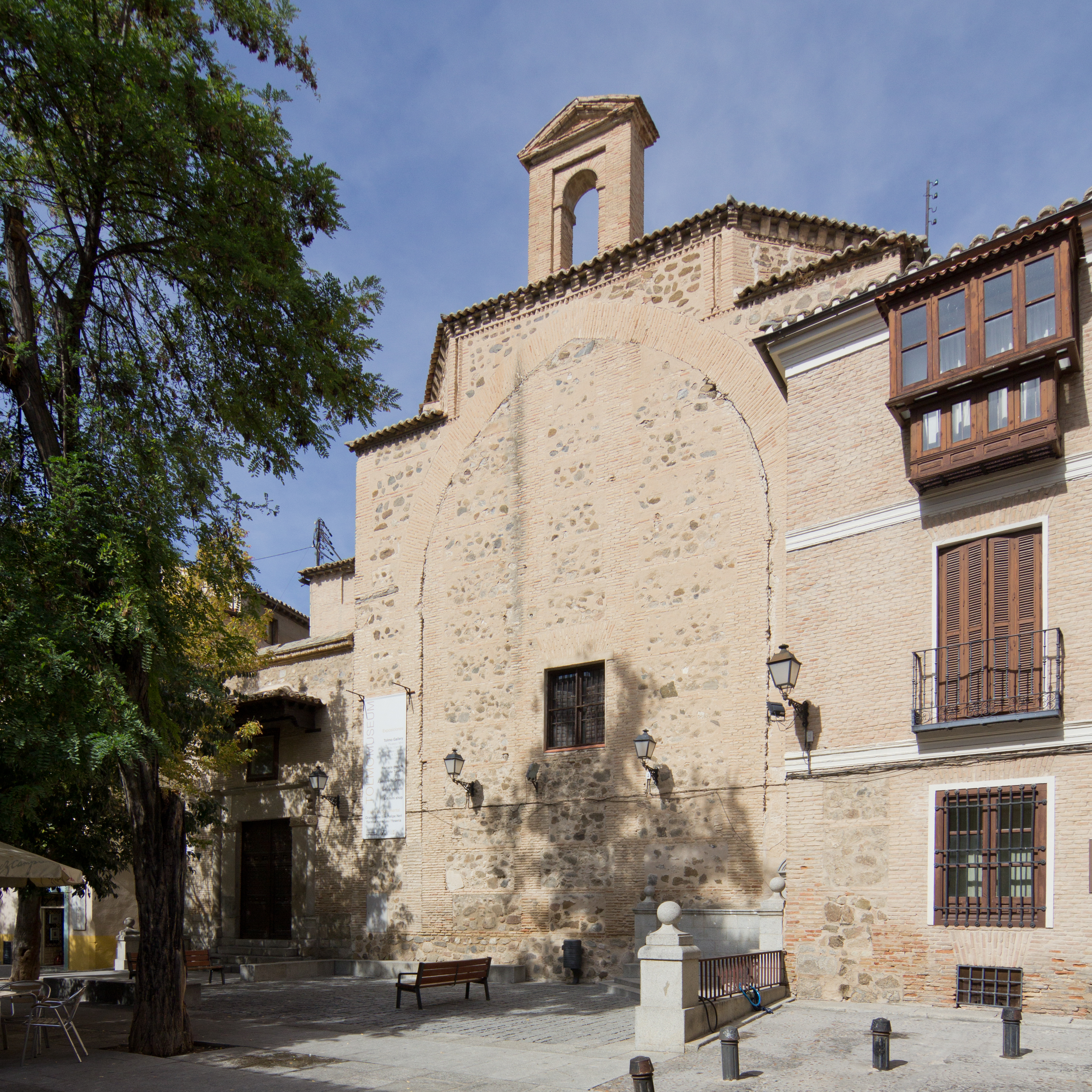
Fassade

Das Oratorium de San Felipe Neri ist eine gotische Kapelle mit Kreuzgewölbe in Toledo, Spanien, und wurde von der Kongregation des Oratoriums des Heiligen Philipp Neri als Oratorium (Kapelle) genutzt. Sie dient heute als Museum für Ausstellungen zeitgenössischer Kunst.

## Geschichte
Das Gebäude befindet sich an der Stelle der Pfarrkirche San Juan Bautista, deren Gründung auf das Jahr 1125 zurückgeht.
Ende des 15. Anfang des 16. Jahrhunderts wurde die Kirche komplett umgebaut. Die große Kapelle, welche gleichzeitig mit der Kirche von Sancho Sánchez de Toledo erbaut wurde, ist das einzige, was von der gesamten Pfarrei erhalten geblieben ist und trägt den Namen San Felipe Neri. Zwischen 1771 und 1777 wurde die Hauptkirche in baufälligem Zustand abgerissen und Reparaturarbeiten am Turm und am Dach der Kapelle durchgeführt.
Die Struktur der Kapelle ist gotisch und besteht im Wesentlichen aus einem großen rechteckigen Raum, in den sich das Presbyterium öffnet. Der Raum ist mit einem Kreuzgewölbe bedeckt und zählt zu den wichtigsten der Stadt. Die Fassade ist aus Mauerwerk. An der Wand ist noch der große Spitzbogen zu sehen, der den Durchgang von der alten Pfarrei zur Kapelle ermöglichte.
Bei der letzten Restaurierung wurde eine gotische Polychromie entdeckt.

## Römische Bäder
Die römischen Bäder von Toledo (damals Toletum) befanden sich im Bereich des Oratoriums, sie stammen aus dem 1. Jahrhundert n. Chr. Einige Überreste unter der Kirche sind heute dem Besucher zugängig.

## Ausstellungen
Von 2013 bis 2018 beherbergte das Oratorio das Tolmo-Museum. Im Besitz der Regierung von Kastilien-La Mancha, wurde das Oratorium im Januar 2019 nach einer zwischen allen Parteien unterzeichneten Vereinbarung an das Konsortium der Stadt Toledo abgetreten. Unter seiner Leitung öffnet es 2022 seine Tore für renommierte Kunstausstellungen. Sie zeigen zeitgenössische Kunst, wie den Zyklus „Presence and Essence“ mit der Ausstellung „Memories“ der lokalen Künstler Alfredo Copeiro und José Delgado Periñan und die Kunstinstallation „Selfies del Pasado“des Schweizer Künstlers mit Wohnsitz in Toledo, Daniel Garbade.